# Arena (Marsupilami)
Arena is het tweede en tevens laatste studioalbum van de Britse muziekgroep Marsupilami. Het is een conceptalbum rondom het thema Arena. Nadat het album verscheen mocht Marsupilami spelen op de Glastonbury Fayre en ook Paradiso verwelkomde de band. Het mocht niet baten, Marsupilami ging ter ziele door gebrek aan succes.Producer was Peter Bardens, toen ook onder contract bij Transatlantic Records, nog voor zijn Cameltijd. Het album kwam tot stand in de Tangerine Studio.

## Musici
- Fred Hasson – zang, percussie, mondharmonica
- Dave Laverock – gitaar, percussie, zang
- Leary Hasson – zang, toetsinstrumenten
- Mike Fouraze – slagwerk, percussie
- Ricky Hicks – basgitaar
- Jessica Stanley-Clarke – dwarsfluit, zang
- Mandy Riedelbanch – saxofoons, dwarsfluit, percussie
- Bob West – stem
- Peter Bardens - percussie

## Muziek
| Nr. | Titel                                                                                 | Duur |
| --- | ------------------------------------------------------------------------------------- | ---- |
| 1.  | Prelude to the arena (The undertones of violence in a drifting generation/Leary, Bob) |      |
| 2.  | Peace of Rome (They manufactured death to keep the peace/Leary, Bob)                  |      |
| 3.  | The arena (The fighting, the killing, the mother of fornication/Leary, Bob)           |      |
| 4.  | Time shadows (Lay low the past, the future brings hope/Leary, Fred, Bob)              |      |